# Craterul Kaluga
Craterul Kaluga este un crater de impact meteoritic în Rusia.

## Date generale
Acesta are 15 km în diametru și are vârsta estimată la 380 ± 5 milioane de ani (Devonianul superior). Craterul nu este expus la suprafață.